# Trofeu d'Or femení
El Trofeu d'Or femení (en francès Trophée d'Or féminin) és una competició ciclista per etapes de categoria femenina que es disputa per les carreteres al departament del Cher, al centre de França. La sortida i l'arribada estan situades al municipi de Saint-Amand-Montrond.

## Palmarès
| Any  | Vencedora             | Segona                | Tercera              |
| ---- | --------------------- | --------------------- | -------------------- |
| 1997 | Jeannie Longo         | Heidi Van de Vijver   | Rasa Polikevičiūtė   |
| 1998 | Jolanta Polikevičiūtė | Rasa Polikevičiūtė    | Jeannie Longo        |
| 1999 | Tracey Gaudry         | Jolanta Polikevičiūtė | Alison Wright        |
| 2000 | Leontien van Moorsel  | Séverine Desbouys     | Hanka Kupfernagel    |
| 2001 | Edita Pučinskaitė     | Julia Martisova       | Sara Carrigan        |
| 2002 | Tatiana Stiajkina     | Emma James            | Hayley Rutherford    |
| 2003 | Olivia Gollan         | Hanka Kupfernagel     | Oenone Wood          |
| 2004 | Edita Pučinskaitė     | Alison Wright         | Valentina Polchanova |
| 2005 | Joane Somarriba       | Edwige Pitel          | Edita Pučinskaitė    |
| 2006 | Zulfiya Zabirova      | Tatiana Stiajkina     | Monia Baccaille      |
| 2007 | Noemi Cantele         | Nicole Brändli        | Giorgia Bronzini     |
| 2008 | Emma Johansson        | Noemi Cantele         | Edwige Pitel         |
| 2009 | Diana Žiliūtė         | Monica Holler         | Pascale Jeuland      |
| 2010 | Emma Johansson        | Edita Pučinskaitė     | Eleonora Patuzzo     |
| 2011 | Tatiana Antóixina     | Charlotte Becker      | Annemiek van Vleuten |
| 2012 | Elena Cecchini        | Anna van der Breggen  | Marta Tagliaferro    |
| 2013 | Marianne Vos          | Anna van der Breggen  | Lucinda Brand        |
| 2014 | Elisa Longo Borghini  | Elena Berlato         | Ann-Sophie Duyck     |
| 2015 | Rachel Neylan         | Edwige Pitel          | Carlee Taylor        |
| 2016 | Élise Delzenne        | Claudia Lichtenberg   | Daiva Tušlaitė       |